# Antimachos I
Antimachos I (Tiếng Hy Lạp: Ἀντίμαχος Α΄ ὁ Θεός; được biết đến với tên gọi Antimakha trong các ghi chép Ấn Độ) là một trong số những vị vua Hy Lạp-Bactria, niên đại cai trị của ông có thể là từ khoảng năm 185-170 TCN.

## Triều đại
Tarn và nhà nghiên cứu tiền xu Robert Senior coi Antimachos như một thành viên của triều đại Euthydemos và có lẽ như là một người con trai của Euthydemos I và là em trai của Demetrios. Theo các sử gia khác như Narain, ông là một vị vua độc lập với triều đại Euthydemos, và có lẽ là một người con cháu thuộc triều đại Diodotos. Ông đã cai trị một vùng đất rộng lớn ở Bactria và có lẽ cũng có Arachosia ở miền nam Afghanistan. Antimachos I đã bị đánh bại trong cuộc chiến chống lại vị vua tiếm vị Eucratides I hoặc vùng lãnh thổ của ông đã bị sáp nhập sau khi ông qua đời.
Một chứng cứ rõ ràng khác cho lập luận chống lại mối quan hệ với triều đại Euthydemos đó là một giấy biên lai thu thuế độc đáo mà trên đó có ghi:

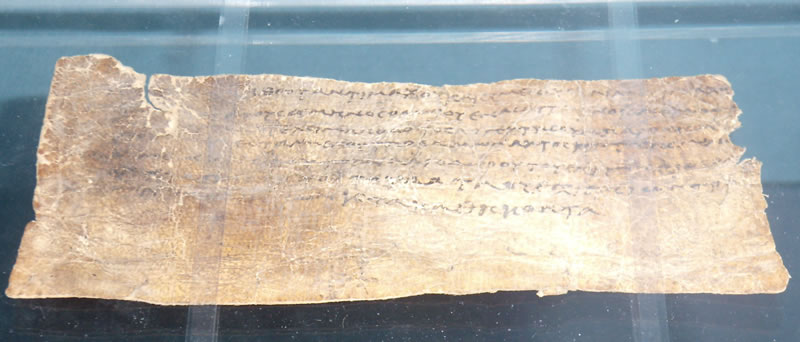
Biên lai thu thuế, Oxford, bảo tàng Ashmolean.

"Dưới triều đại của Antimachos Theos và Eumenes và Antimachos... năm thứ tư, tháng Olous, ở Asangorna, người giám hộ của luật pháp là... Viên quan thu thuế Menodotos, dưới sự có mặt của... người cũng đã được phái đi bởi Demonax, cựu..., và của Simos là người... qua sự trung gian của Diodoros, quản lý các nguồn thu, nhận giấy biên lai từ... con trai của Dataes từ các tu sĩ... các lệ phí liên quan đến việc mua. "Một biên lai thu thuế ở Bactria thời Hy Lạp hóa.

## Tiền xu của Antimachos I

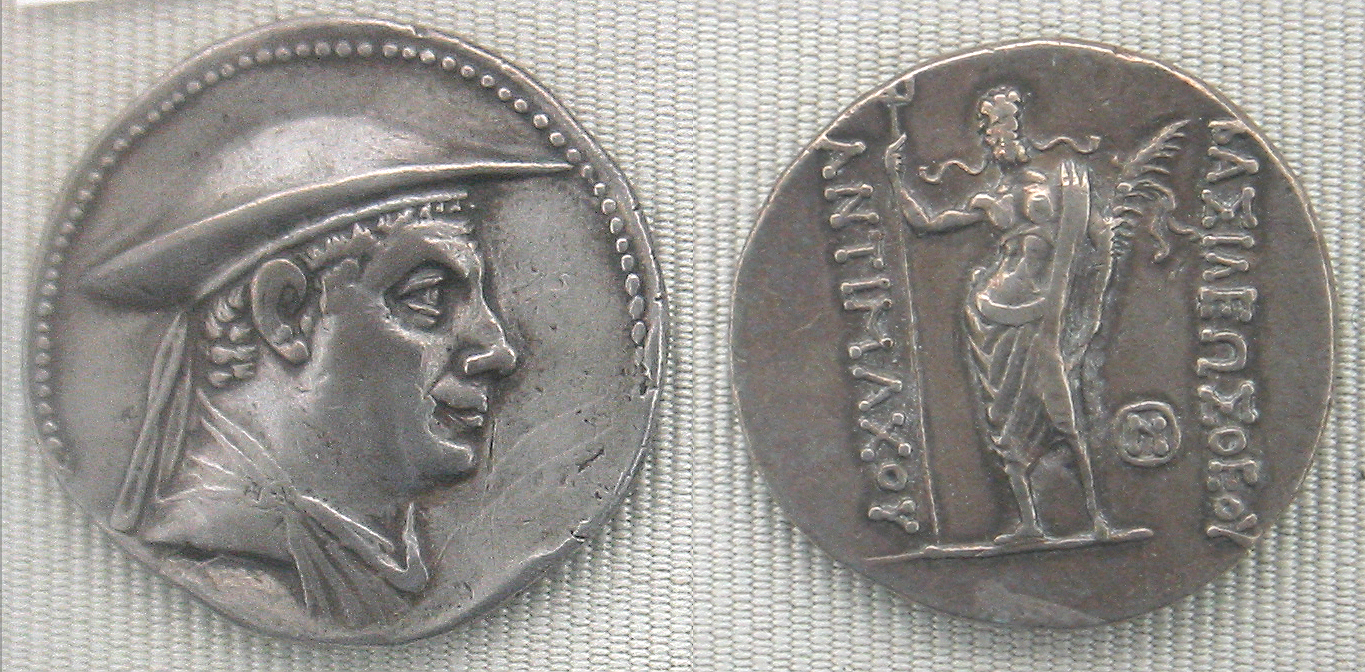
Tiền xu của Antimachos, Cabinet des Médailles, Paris.

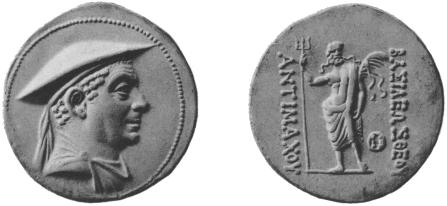
Tiền xu của Antimachos.

Antimachos I đã ban hành một nhiều đồng tiền xu bằng bạc theo tiêu chuẩn Attic, với hình ảnh của chính ông đang đội một chiếc mũ kausia phẳng của người Macedonia, và ở mặt sau là hình ảnh thần Poseidon với cây đinh ba. Poseidon là vị thần của biển cả và những con sông lớn - một số học giả đã coi đây là một tham chiếu đến các tỉnh xung quanh lưu vực sông Indus, nơi Antimachos I có thể từng là một thống đốc.
Trên tiền xu của ông, Antimachos tự gọi bản thân mình là Theos, "Vị thần", ông là người đầu tiên làm điều này trong thế giới Hy Lạp cổ đại. Cũng giống như vua Agathocles, ông đã ban hành những đồng tiền đúc kỷ niệm, đó là những đồng tetradrachm bạc dành để tôn vinh Euthydemos I, cũng được gọi là "Vị thần", và Diodotos I, được gọi là "Vị cứu tinh".
Antimachos I cũng đã ban hành huy chương tròn bằng đồng miêu tả một con voi trên mặt chính, và trên mặt sau là hình ảnh nữ thần chiến thắng Nike cầm ra một vòng hoa. Con voi có thể là một biểu tượng Phật giáo.
Một loại huy chương đồng khác, hình vuông và khá thô, cũng miêu tả một con voi đang bước đi, nhưng ở mặt phía sau là một tia sét. Điều này được Bopearachchi đề xuất là dùng để nói đến vùng đất Arachosia. Loại này được đúc theo phong cách Ấn Độ với dòng chữ lại bằng tiếng Hy Lạp.
| Tiền triều: Euthydemos II | Vua Hy Lạp-Bactria (Bactria) (185-170 TCN) | Kế vị: Eucratides I |